# Eurychoera
Eurychoera is een geslacht van spinnen uit de  familie van de kraamwebspinnen (Pisauridae).

## Soorten
- Eurychoera banna Zhang, Zhu & Song, 2004
- Eurychoera quadrimaculata Thorell, 1897